# Quinta de Juan León Mera
La Quinta del escritor de Ambato (Ecuador), Juan León Mera, tiene un gran valor arquitectónico por el uso de los materiales de la época colonial: la teja, el adobe y la madera. El cerramiento está hecho con cercas para admirar el jardín botánico. Hoy, es un museo en el que se exhiben el mobiliario, obras pictóricas, documentos y escritos que recrean la vida de Mera.
En la quinta de Juan León Mera aún se aprecia el ambiente de paz que en muchas ocasiones lo inspiró; está abierta al público de miércoles a domingo.

## Historia

### Descripción
Es una Quinta que perteneció al ilustre Juan León Mera Martínez, importante personaje de la vida nacional que fue un autodidacta que nunca ingreso a la escuela y sin embargo es el cantor de la patria. En este lugar se aprecian 350 especies de plantas, entre nativas e introducidas, sobresalen los árboles de cedro, palma, coco chileno y eucalipto, también se puede admirar las palmeras de coco cumbi que se han extinguido en algunos países latinoamericanos. Esta Quinta es de una estructura arquitectónica del siglo pasado, los jardines son de estilo francés debido a los espejos de agua y un estilo japonés u oriental por las palmeras. Las terrazas fueron construidas para poder dar una distribución total de agua a la quinta. Es un lugar paradisíaco, la casa es típica de la época republicana. Hoy es un Museo natural que muestra todas las pertenencias que rodearon al Ilustre ambateño durante su existencia, es un sitio encantador para quienes visitan Ambato. El verdor de sus jardines, el aroma de sus flores, el trinar de las aves, el murmullo del río y la frescura de su aire dan el encanto y la sensación de quietud y paz que el hombre busca al llegar a este lugar.
Luís A. Martínez está tan cercanamente vinculado con la casa y la familia Mera ya que formó parte de ella al contraer matrimonio con la hermana de Juan León y posteriormente falleciera allí a los 49 años de edad.

### Estructura

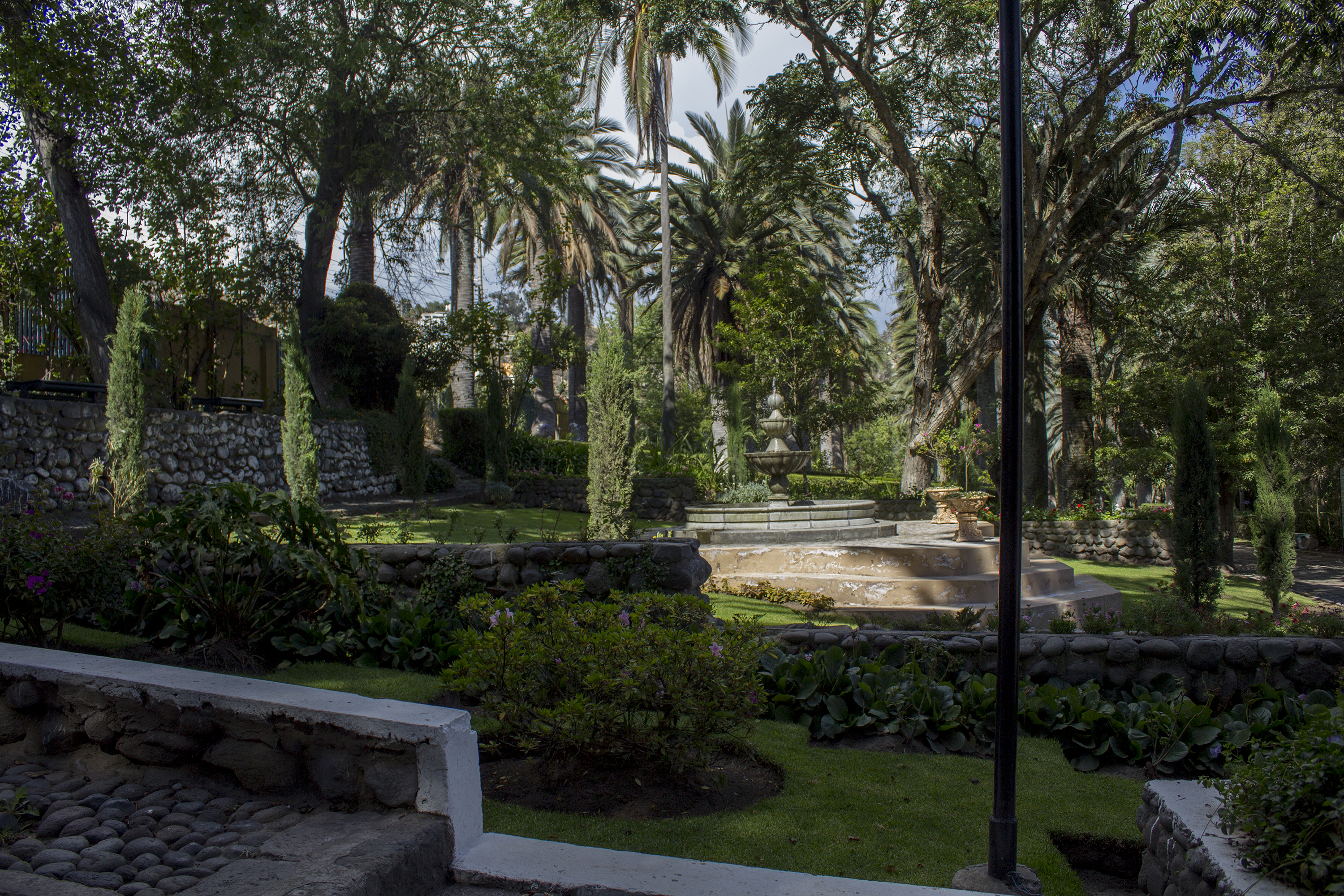
Patio de la casa

- Patio de la casaParte Histórica: La Quinta de Mera tiene dos zonas de atracción; la primera es la parte histórica que corresponde a la casa, con 11 habitaciones, donde están presentes sus cuadros, contienen testimonio de la vida literaria, pero también registra su actividad artística, pues Mera era un firme pintor y alumno de Rafael Salas.
- Jardín Botánico: La segunda zona de atracción es la floral con 350 especies vegetales entre nativas e importadas, donde se destacan los cocoteros chilenos traídos en 1874, eucaliptos australianos, una gran variedad de especies de aves y la envidiable vista al río Ambato.
- La Quinta también fue escenario de la obra de otro ambateño ilustre, Luís A. Martínez, quien redactó su obra "A la Costa" en aquel recinto de paz y tranquilidad.

Martínez está tan cercanamente vinculado con la casa y la familia Mera, formó parte de esta familia habiéndose casado con la hermana de Juan León y falleciera allí a los 49 años de edad. En la parte más baja de la Quinta, precisamente llegando al río Ambato existe una pequeña extensión de bosque que conserva eucaliptos de más de 100 años de edad, cobea trepadora originaria de México, Sangre de drago y trepadoras de amazonia.
La Quinta del ilustre ambateño se encuentra en la parroquia Atocha, en la avenida Circunvalación de Ambato, provincia de Tungurahua, Ecuador. Además tiene una extensión de 9 hectáreas, de las cuales 2.5 hectáreas corresponden al jardín botánico que existe en su interior. Su construcción fue realizada por la familia de Juan León Mera inició la edificación de la casa solariega en 1874, siendo finalizada diez años más tarde.